# Drumlin Farm Wildlife Sanctuary
Das Drumlin Farm Wildlife Sanctuary (offiziell Drumlin Farm Bird Sanctuary) ist ein 206 Acres (0,8 km²) großes Schutzgebiet bei Lincoln im Bundesstaat Massachusetts der Vereinigten Staaten. Es wird von der Massachusetts Audubon Society verwaltet.

## Schutzgebiet
Die namensgebende Drumlin Farm befindet sich rund um einen Drumlin und ist ein aktiver landwirtschaftlicher Betrieb. Sie steht Besuchern offen und bietet 4 mi (6,4 km) Wanderwege, die in mehrere Abschnitte unterteilt und von denen 1,5 mi (2,4 km) barrierefrei zugänglich sind. Neben den Zuchttieren der Farm können auch Wildtiere wie Eulen, Füchse und Fischermarder beobachtet werden. Auf dem Gelände gibt es darüber hinaus einen Gemeinschaftsgarten.
Der Betrieb wurde der Audubon Society 1955 von Louise Ayer Hatheway vererbt. Sie hatte bereits zu Lebzeiten damit begonnen, Kinder auf ihre Farm einzuladen und ihnen zu zeigen, wo ihre Nahrung ihren Ursprung hat. Bis heute existieren entsprechende Ausbildungsprogramme für Kinder und Erwachsene, die von der Audubon Society angeboten werden.
Die Farm ist mit ihren vielfältigen Lebensräumen zugleich ein wichtiges Vogelschutzgebiet. So stellen die Grünflächen für Reisstärlinge, Lerchenstärlinge und andere Grünland-Vögel ein wichtiges Brutgebiet dar, in anderen Bereichen wurden knapp 40 Nistplätze für Rotkehl-Hüttensänger, Sumpfschwalben und Schwarzkopfmeisen künstlich eingerichtet. Die gesammelten Daten werden im Labor für Ornithologie der Cornell University analysiert, um USA-weite Entwicklungen im Hinblick auf die Vogelpopulationen abschätzen zu können.